# Giovanni Magherini Graziani

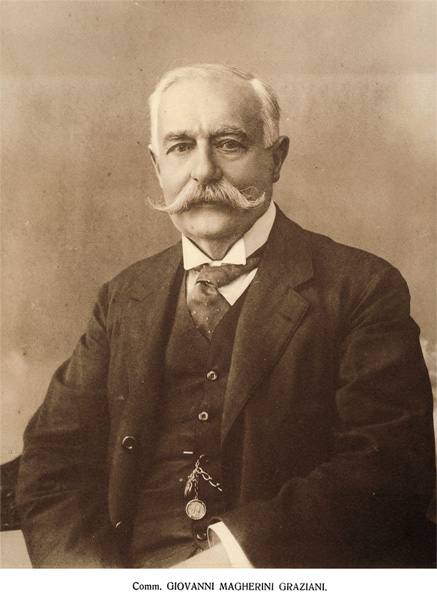
Giovanni Magherini Graziani

Il conte Giovanni Magherini Graziani (Figline Valdarno, 25 novembre 1852 – Città di Castello, 23 gennaio 1924) è stato uno storico dell'arte, filologo e scrittore italiano.

## Biografia
Uomo di profonda cultura e particolarmente incline alle ricerche storiche, ricercatore e conoscitore delle memorie di Città di Castello, pur essendo nato a Figline Valdarno, Giovanni Magherini considerava Città di Castello la sua seconda patria. Lì sposò la contessa Maddalena Libri Graziani, delle famiglie dei Conti Libri di Firenze e dei Conti Graziani di Città di Castello, ricevendone così il titolo e il secondo cognome.
Si occupò soprattutto di storia dell'arte e della storia locale di Città di Castello. Pubblicò infatti una monografia su Masaccio ed una su Raffaello, nonché una Storia artistica di Città di Castello. Studiò anche le tradizioni popolari locali, pubblicando tra il 1890 e il 1900 una Storia di Città di Castello in tre volumi e nel 1810 In Valdarno (racconti toscani), una raccolta di leggende popolari. Rese accessibile agli studiosi l'ampio archivio dei Graziani.  Amatore del teatro, nel 1894 fece eseguire la sua commedia Chi stuzzica il can che giace. Si distinse anche come promotore della Filarmonica e della Società Operai di Mutuo Soccorso di Città di Castello.

## Curiosità
Giovanni Magherini Graziani si dilettava anche nella scrittura di testi popolari, racconti dell'orrore e fantastici. È l'unico italiano nel '900 ad essere stato pubblicato da Weird Tales, il quale pubblicò nel volume 24 dell'ottobre 1934 (dieci anni dopo la sua morte) un suo racconto breve dal titolo "Fioraccio".

## Pubblicazioni
- Michelangiolo Buonarroti, Barbera, Firenze, 1875
- Il diavolo, novelle valdarnesi, Lapi, Città di Castello ,1886
- Storia di Città di Castello. 3 volumi, Lapi, Città di Castello, 1890-1910
- Aneddoti e ricordi sul passaggio di Giuseppe Garibaldi per l'alta valle del Tevere nel luglio 1849, Lapi, Città di Castello, 1896
- L'arte a Città di Castello. Lapi, Città di Castello, 1897
- Masaccio: Ricordo delle onoranze, Bernardo Seeber, Firenze, 1904
- Frammenti storici di Città di Castello, Unione Tipografica Cooperativa, Perugia, 1909
- In Valdarno (Racconti Toscani), Società tipografica cooperativa editrice, Città di Castello, 1910
- La prima giovinezza di Raffaello, Officine Tipografiche della “Leonardo”, Città di Castello 1927